# Орловка (Марий Эл)
Орло́вка (мар. Орловка) — деревня в Медведевском районе Марий Эл Российской Федерации. Входит в состав Люльпанского сельского поселения.

## География
Деревня находится на расстоянии 36 км к северо-западу от посёлка городского типа Медведево, административного центра района.

### Часовой пояс
Деревня Орловка, как и вся Республика Марий Эл, находится в часовой зоне МСК (московское время). Смещение применяемого времени относительно UTC составляет +3:00.

## История
До 1 апреля 2014 года в деревня входила в состав упразднённого Пижменского сельского поселения.

## Население
| 2010 | 2011 | 2012 | 2013 | 2015 | 2016 | 2018 |
| ---- | ---- | ---- | ---- | ---- | ---- | ---- |
| 0    | ↗4   | →4   | →4   | ↘1   | →1   | →1   |
| 2019 | 2020 | 2021 |      |      |      |      |
| →1   | →1   | →1   |      |      |      |      |

### Национальный состав
На 1 января 2013 года в национальной структуре населения русские составляли 100 % из 4 чел.

## Инфраструктура
Улично-дорожная сеть деревни имеет грунтовое покрытие. Жители проживают в индивидуальных домах, не имеющих централизованного водоснабжения и водоотведения. Деревня не газифицирована.